# Адміністративний поділ Китаю
Адміністративний поділ Китаю — історичний процес, що відбив зусилля володарів побудувати ефективну систему управління в умовах, коли територія та її населення постійно зростали.

## Історичний аспект
Адміністративний поділ ускладнювався із часом. Від архаїчної моделі «Дев'ять провінцій» (яка об'єднувала, поряд з адміністративним, нумерологічний, міфологічний та географічний компоненти) він набув виду, близького до сучасного, у 17 столітті: див. Адміністративний поділ КНР. Динаміка процесу відбилася у поступовому збільшенні кількості рівнів адміністративного розподілу, від одного (Західна Чжоу) до сучасних п'яти.
Утворення чіткого адміністративного поділу стало потрібне лише наприкінці династії Чжоу, коли, з розпадом родового укладу, почали утворюватися територіальні держави. За часів періоду Воюючих країн сила кожної з них стояла у прямій залежності від кількості боєздатного населення та ефективності економічної системи для зрощення останнього. За цих умов набули розповсюдження перші одиниці адміністративного поділу, командирства-цзюнь 郡 та префектури-сянь 縣.
Динаміка ускладнення адміністративного розподілу добре прослідковується у зміні статусу сянь, який поступово знижувався від другого рівня (дин. Цінь) до четвертого (дин. Цін), тобто знизився приблизно на рівень повіту. Разом із цим зниженням зменшувалася політична вага голови відповідної адміністративної одиниці та територія останньої, у той час як відповідно збільшувалася кількість подібних.

## Міста
Поняття «столиця» як місце розташування резиденції володаря та центрального уряду сформувалося лише із утворенням територіальних держав. У цьому процесі відбулася семантична зміна власно поняття ґо 國\国, яке напочатку позначало муроване місто (див. місто-держава), а пізніше — вже державу, кордон якої часто захищали мури (див. Історичні столиці Китаю).
Сучасний термін, який позначає муніципалітети ши 市 початково означував ринкову площу, тобто центр торговельної активності населеного пункту. Як і в інших частинах світу, сучасні ши утворювалися поступовим зрощенням невеликих містечок (town) чжен 鎮, які натепер можуть складати назву певної частини муніципального району.